# Svanemøllevej
Svanemøllevej er en vej på Østerbro i København. Den strækker sig over 1,9 km fra Ryvangs Allé ved Svanemøllens Kaserne i syd til Margrethevej i nord og går parallelt med Strandvejen og fortsætter ind i Hellerup i Gentofte Kommune. Den blev anlagt for at aflaste den dengang meget smalle og stærkt trafikerede Strandvej på stykket fra Svanemøllen til Tuborg, og i en periode kørte også sporvognen igennem her. Det er forklaringen på, at vejen er så uforholdsmæssigt bred.
Vejen har fået sit navn i 1904. I forhold til det nuværende vejforløb har det stykke, der har hedder Svanemøllevej, dog ændret sig lidt frem og tilbage siden.
Svanemøllevej er rygraden i kvarteret Ryvangskvarteret, der strækker sig mellem Strandvejen, Tuborgvej og Ryvangs Allé. På området øst for Kystbanen og Ryvangs Allé blev lige efter år 1900 opført store herskabsvillaer. Det var et attraktivt areal nær ved Øresund med grønne områder, der af Københavns Kommune blev udlagt til villabebyggelse af frygt for, at velhavende skulle forlade kommunen til fordel for Gentofte og Lyngby. Om det lykkedes at opfylde formålet får stå hen, men kvarteret blev i hvert fald en realitet. Endnu i dag står der mange smukke og tidstypiske villaer i området, ofte tegnet af betydningsfulde arkitekter. Ryvangskvarteret blev hurtigt et af byens mest mondæne kvarterer. Også i 1950'ernes vejvisere finder man det bedste borgerskab i ejendommene; fornemme typer som lektorer, departementschefer, generalkonsuler, civilingeniører, læger, grosserere, en oberst og adskillige direktører.
Vejen og kvarteret domineres af meget store villaer og er en del af det såkaldte Ryvangskvarter, der i dag rummer en del ambassader og konsulater. Der ligger tre ambassader på vejen; Iran, Burkina Faso, Sydkorea og Østrig.
Svanemøllen, som har lagt navn til både S-togsstationen og denne vej, lå her. Dyrenavnet antoges angiveligt på grund af en nærliggende svanedam. Møllen kaldtes også Bagernes Mølle og blev opført i 1700-tallet. Under briternes belejring og bombardement af København i 1807 brugte de møllen som base. Møllen brændte i 1892. En rest stod tilbage og blev brugt som værtshuset Fokina. Under besættelsen blev værtshuset saboteret som et af de få bombeangreb direkte på værnemagtens soldater.

## Nævneværdige bygninger i gaden
- Nr. 3: Villaen her blev sprængt i luften under besættelsen. Nu ligger her et parcelhus fra 1961.
- Nr. 14: Under Svanemøllevej 14 er der udover den almindelige kælder også en hemmelig kælder under hele huset med hemmelig gang og lem i haven. Kælderen blev sandsynligvis anvendt til at gemme jøder under besættelsen, før de kunne komme af sted fra Svanemøllebugten mod Sverige.
- Nr. 15: Nybarok villa fra 1906. Her boede grevinde Alexandra af Frederiksborg med sin familie fra 2005 til 2016.[4]
- Nr. 16: Villa fra 1917 af Sven Risom.
- Nr. 17: Villa fra 1912 af Gotfred Tvede.
- Nr. 18: Villa fra 1935 af Tyge Hvass.
- Nr. 20: Villa fra 1900. Burkina Fasos ambassade
- Nr. 25: Villa for Prins Harald (1918 af Julius Bagger). Her lå tidligere Dansk Røde Kors.
- Nr. 30: Villa fra 1912. Østrigs ambassadørbolig. Her boede tidligere direktør for Per Reumert A/S, Per Reumert.
- Nr. 33: Her boede tidligere overlæge og professor Einar Meulengracht.
- Nr. 41: Opført 1910 for konsul Valdemar Ludvigsen af Carl Brummer. Nu De Samvirkende Købmænd.
- Nr. 43: Villa fra 1916.
- Nr. 48: Villa fra 1910. Irans ambassade, tidligere DDRs ambassade.
- Nr. 54 og 56: Buddhistisk Center København
- Nr. 56: Villa i skønvirke opført 1904 for direktør for Burmeister & Wain Ivar Knudsen med Carl Brummer som arkitekt – er et af gadens mest markante bygninger, der gjorde Brummer kendt også i Centraleuropa.
- Nr. 57-61: Funktionærboliger for Tuborgs ansatte (1925 af Sven Risom, ombygget)
- Nr 63: Villa fra 1930 af August J. Nielsen.
- Nr. 87: Gammel Hellerup Gymnasium (1954-56 af Axel Maar). Her lå oprindeligt Hellerupgård.
- Nr. 88: Kollektivet Maos Lyst, grundlagt 1968. Villaen er fra 1901 af arkitekt Adam Møller.
- Nr. 104: Sydkoreas ambassade.[5]
- Nr. 112: KTAS' tidligere Central Hellerup (Helrup), tegnet 1925 af Jens Ingwersen i nyklassicisme og præmieret af Gentofte Kommune.